# Vicepresidente della provincia
Nell'ordinamento italiano il vicepresidente della provincia è un componente del consiglio provinciale che può essere selezionato dal presidente della provincia per sostituirlo temporaneamente nelle sue funzioni in ogni caso in cui questi ne sia impedito. Il decreto di nomina stabilisce le eventuali funzioni di governo a lui delegate.

## Storia
La figura del vicepresidente della provincia è stata introdotta dell'art. 16, comma 2, della legge 25 marzo 1993 n° 81, anche se gli statuti adottati a seguito dell'entrata in vigore della legge n° 142 del 1990, già prevedevano questa figura. In precedenza le funzioni vicarie del presidente della provincia erano svolte dall'assessore anziano. Il vicepresidente era un componente della giunta provinciale, nominato dal presidente della provincia, che lo sostituiva in caso di assenza, impedimento temporaneo o sospensione dall'esercizio della funzione, e sino alla elezione del nuovo presidente in caso di impedimento permanente, rimozione, decadenza o decesso. Alle funzioni vicarie il vicepresidente cumulava quelle di assessore e, come tale, riceveva obbligatoriamente dal presidente la delega per talune materie di governo.
In conseguenza della riforma delle province approvata nel 2014, il vicepresidente viene ora scelto all'interno del consiglio provinciale, essendo stata abolita la giunta.